# The Punisher (joc video din 2005)
The Punisher este un joc video third-person shooter dezvoltat de Volition, Inc. și lansat de THQ în 2005 pentru PlayStation 2, Xbox, Windows; este și un joc pentru telefonul mobil dezvoltat de Amplified Games. Protagonistul jocului este The Punisher din seria de benzi desenate Marvel Comics. După ce familia sa a fost ucisă de Mafie, Frank Castle și-a dedicat întreaga viață pedepsind criminalii.